# ديفيد كريستي (ملحن)
ديفيد كريستي (بالفرنسية: David Christie)‏ هو ملحن ومغني وكاتب أغاني فرنسي، ولد في 1948 في Tarare ‏ في فرنسا، وتوفي في 11 مايو 1997 في Capbreton ‏ في فرنسا.

## وصلات خارجية
- دايفيد كريستي على موقع ميوزك برينز (الإنجليزية)
- دايفيد كريستي على موقع ميوزك برينز (الإنجليزية)
- دايفيد كريستي على موقع أول ميوزيك (الإنجليزية)
- دايفيد كريستي على موقع ديسكوغز (الإنجليزية)